# Ислам в Северной Осетии

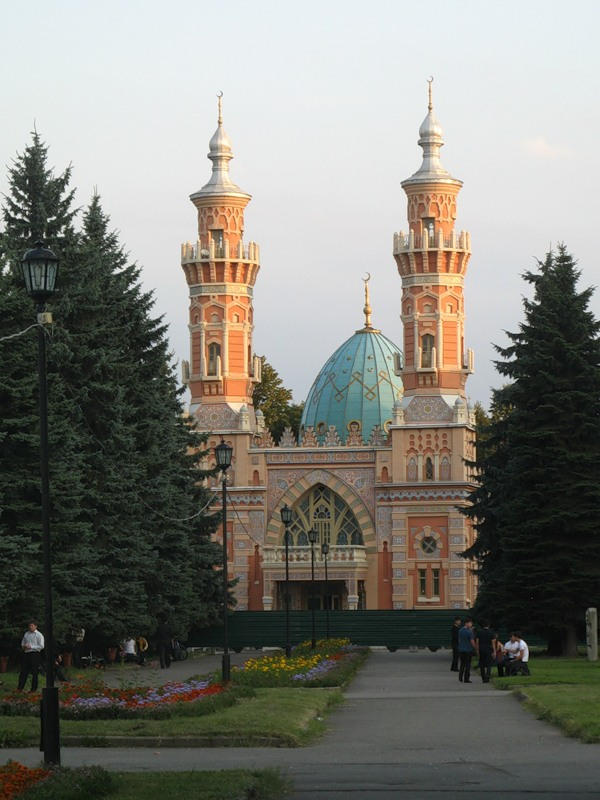
Мечеть Мухтарова (суннитская мечеть), Владикавказ

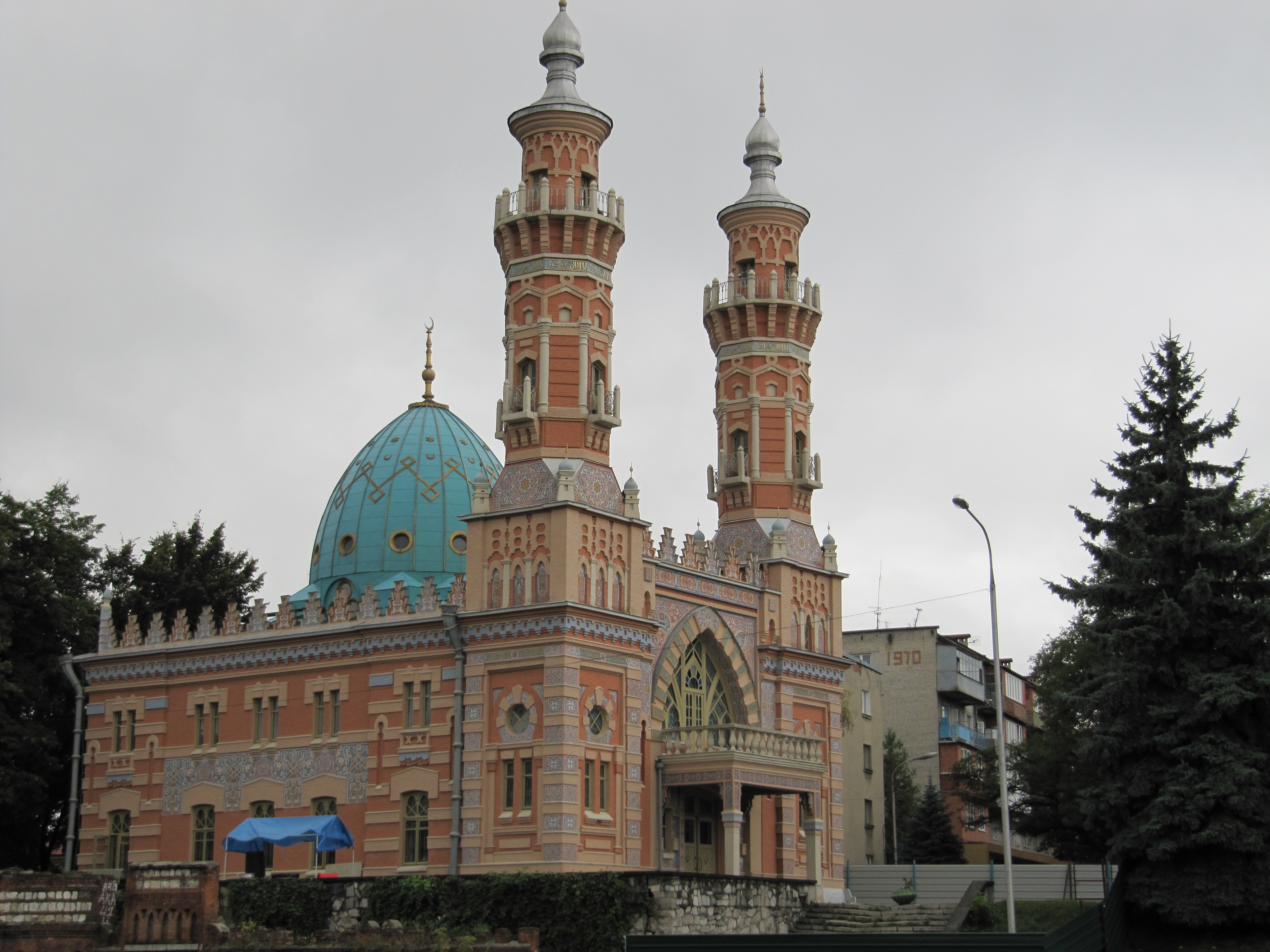

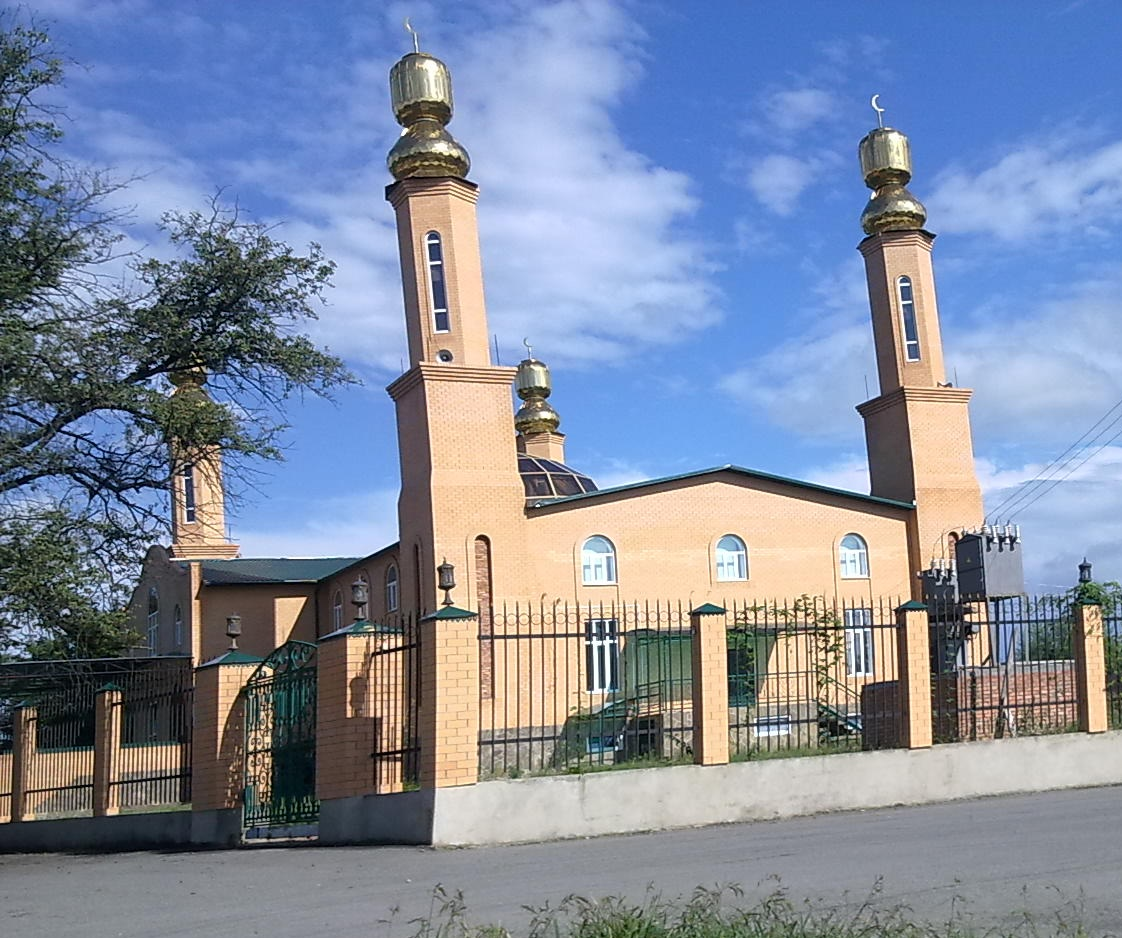
Мечеть в селении Чермен Пригородный район Северной Осетии

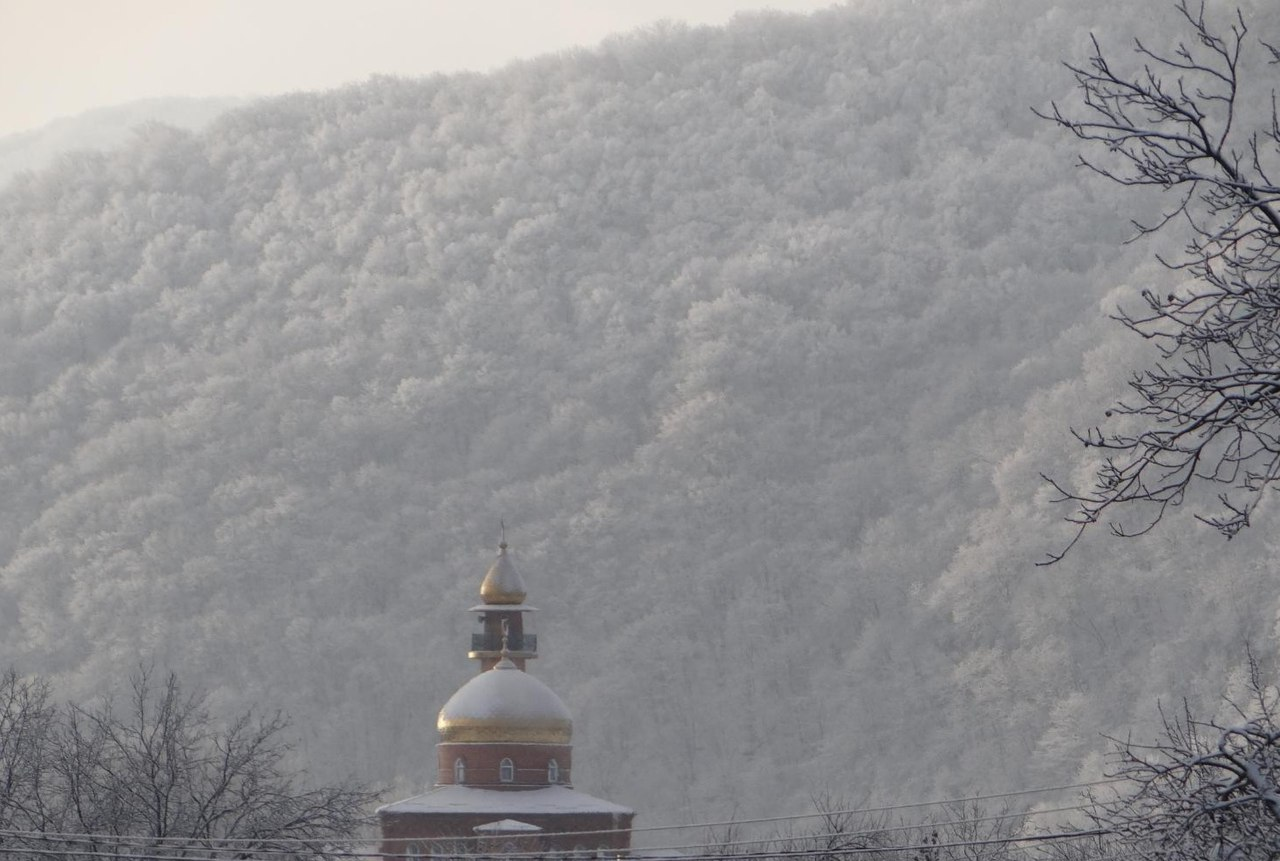
мечеть в Эльхотово

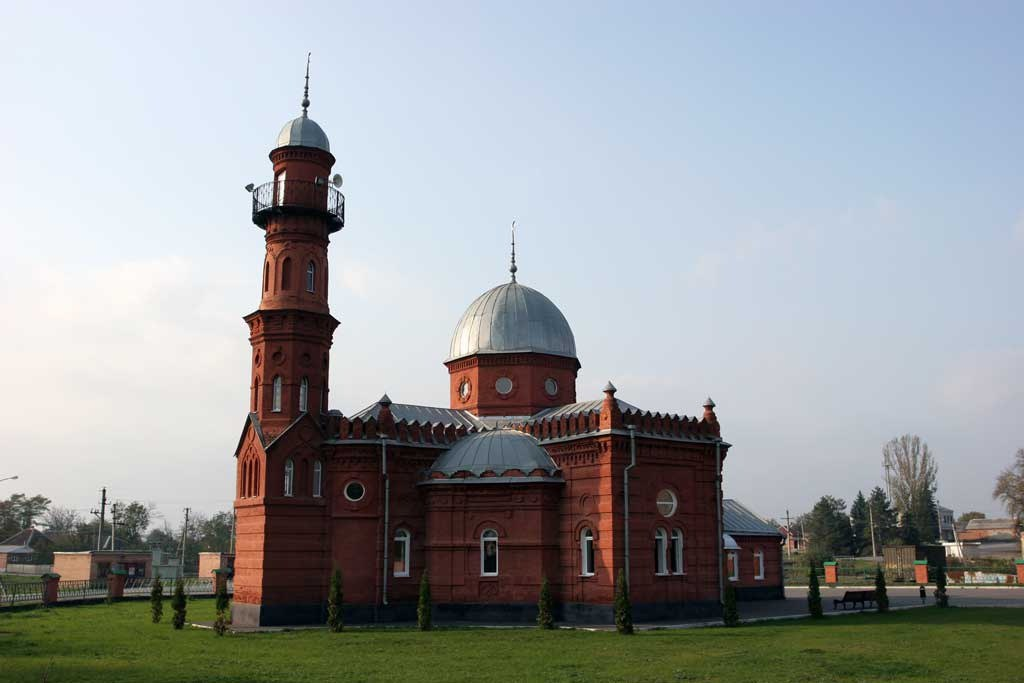
Мечеть в селе Зильги, Правобережный район пригород города Беслан

Ислам в Северной Осетии (осет. Пысылмон дин Цæгат Ирыстоны) — одна из религий Северной Осетии, мусульманскую общину составляют осетины (примерно 51,2 тыс. чел. из 470 тыс. общего числа осетин в республике), ингуши (25—28 тыс. чел.), кумыки (16 тыс. чел.), чеченцы, кабардинцы, дагестанцы, азербайджанцы, турки-месхетинцы, татары и др.

## История
Одно из самых ранних письменных свидетельств о распространении ислама среди осетин принадлежит Вахушти Багратиони. Он сообщал об осетинских феодалах, исповедовавших ислам, в то время как основная масса крестьянства исповедовала христианство. Ко второй половине XVIII века практически все аристократические фамилии осетин и зависимых от них сословий прочно придерживались религиозно-этических норм ислама.
На распростронения Ислама в Тагаурии повлиял Ахмет Дударов. В XVIII веке он построил Мечеть в Нижней Санибе. 
В XIX веке тысячи осетин-мусульман из Северной Осетии переселились в Турцию, основав там поселения. В конфессиональном отношении практически все мигранты, несомненно, являлись мусульманами-суннитами.
В советский период в Северной Осетии мусульманское духовенство исчезло полностью. 28 февраля 1985 года председатель Совета по делам религий Константин Харчев сообщал в ЦК КПСС, что в Северо-Осетинская АССР не было ни одного зарегистрированного объединения мусульман.
На пятом Съезде мусульман 17 марта 2016 года Хаджи-Мурат Гацалов открытым голосованием был единогласно избран новым муфтием Северной Осетии.
26 декабря 2012 года убит заместитель муфтия Ибрагим Дударов.
16 августа 2014 года заместитель муфтия Расул Гамзатов.

## Число приверженцев
Доля мусульман среди осетин составляет около 15 %. Традиционно считается, что большинство из них дигорцы. Однако по мнению доктора исторических наук Р. С. Бзарова, абсолютное большинство осетинских мусульман всегда составляли иронцы нынешнего Правобережного и Кировского районов на востоке Северной Осетии, а не дигорцы, как принято было считать.
По оценке бывшего муфтия Северной Осетии Дзанхота-хаджи Хекилаева, до Октябрьской революции мусульмане составляли до 40 % от общего числа верующих в Осетии.
Существуют оценки, по которым доля мусульман среди осетин составляла 30—40 %.

## Мечети в Северной Осетии
К 1910 году на территории Северной Осетии действовало 35 мечетей. В советское время практически все мечети были закрыты или переоборудованы в другие социальные объекты. Некоторые мечети были разрушены.
В конце 1980-х годов началось восстановление закрытых ранее мечетей.
На 2015 год на территории республики действуют мечети:
- Соборная мечеть, Духовное управление мусульман — г. Владикавказ,
- молитвенная комната — г. Владикавказ,
- мечеть — г. Беслан,
- мечеть — г. Моздок,
- мечеть — с. Эльхотово (2 мечети),
- мечеть — с. Чикола (3 мечети),
- мечеть — с. Кизляр (8 мечетей),
- мечеть — с. Заманкул,
- мечеть — с. Зильги,
- мечеть — с. Карджин,
- мечеть — с. Брут (не действует),
- мечеть — с. Лескен,
- мечеть — с. Лезгор (не действует),
- мечеть — с. Ногкау (не действует),
- мечеть — с. Майское,
- мечеть — с. Чермен
- молитвенная комната — с. Донгарон,
- мечеть — с. Дачное,
- мечеть — с. Тарское,
- мечеть — с. Предгорное,
- мечеть — с. Кумбулта
- мечеть — с. Хурикау.